# Thaumatolpium kuscheli
Thaumatolpium kuscheli är en spindeldjursart som beskrevs av Beier 1964. Thaumatolpium kuscheli ingår i släktet Thaumatolpium och familjen Garypinidae. Inga underarter finns listade i Catalogue of Life.